# John Norris
John Norris (Collingbourne Kingston, 1657 – Bemerton, 1711) è stato un filosofo britannico. Pur criticando John Locke criticò a sua volta le idee innate. Nel 1697 pubblicò Un computo di ragione e fede in relazione ai misteri del Cristianesimo.